# Vzpenjalka
Vzpenjalka oziroma liana ima prožna in vitka stebla, ki rastejo navzgor k svetlobi in se oprijemajo ter ovijajo okoli drugih rastlin, ki so hkrati njihova opora. Naslanjanje oziroma vzpenjanje ji omogočajo kaveljčki, listni peclji, prisesne blazinice, pritrdilne korenine in različne bodice. Šele, ko dobijo potrebno količino svetlobe se razvejajo, razcvetijo in obrodijo plodove. Vzpenjalka najpogosteje raste v tropskih gozdovih ter v zmerno podnebnem pasu. Poganjki vzpenjalke imajo obliko traku in so zelo dolgi. 